# Pénis humain épilé
Cette action d'épilation est pratiquée généralement pour l'hygiène intime, puis aussi très souvent pour pimenter les jeux sexuels.
En effet, il est de plus en plus fréquent que les femmes et jeunes femmes s'épilent le vulve, ce qui pousse l'homme à faire de même.
Les sensations sont plus intenses pour le couple.

Très beau pénis épilé en semi érection